# Rõuge
Rõuge (em estoniano:  Rõuge vald) é um município rural estoniano localizado na região de Võrumaa.

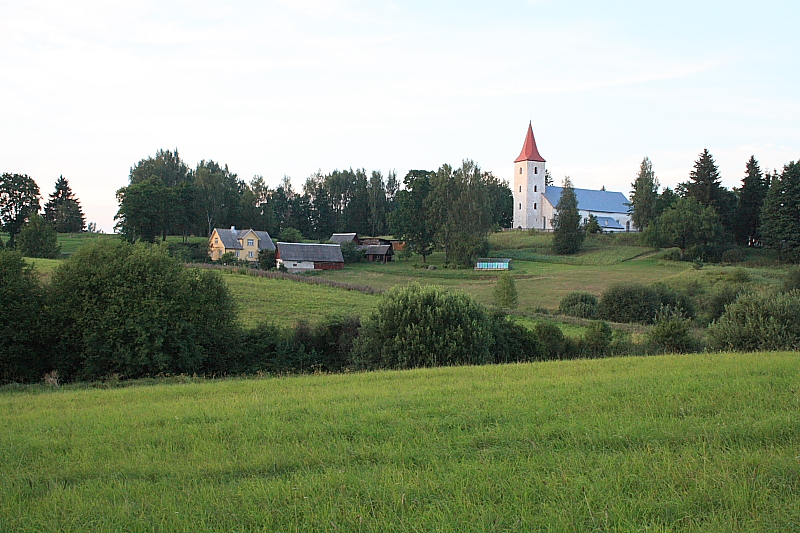
Rõuge
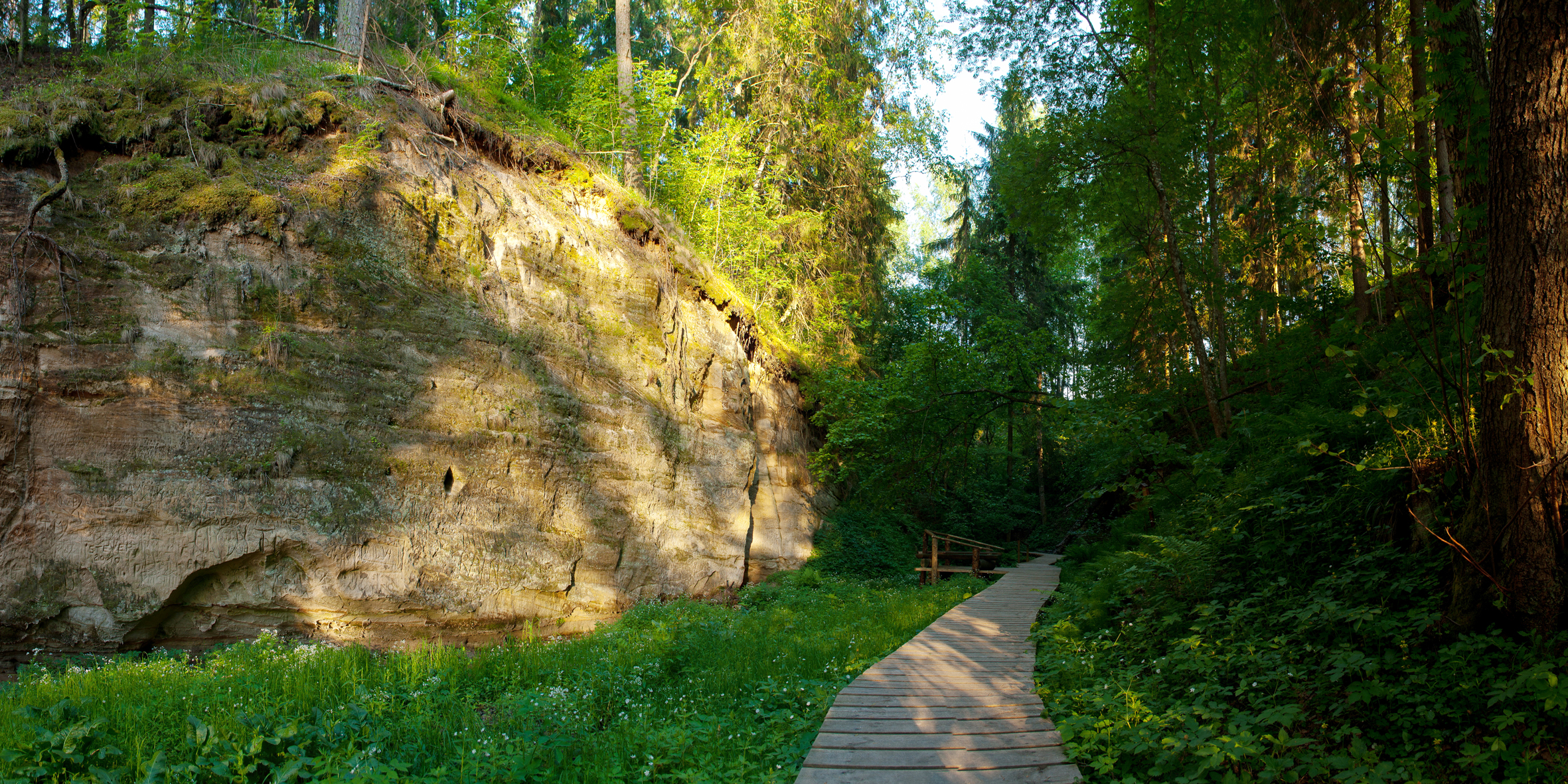
Hinni
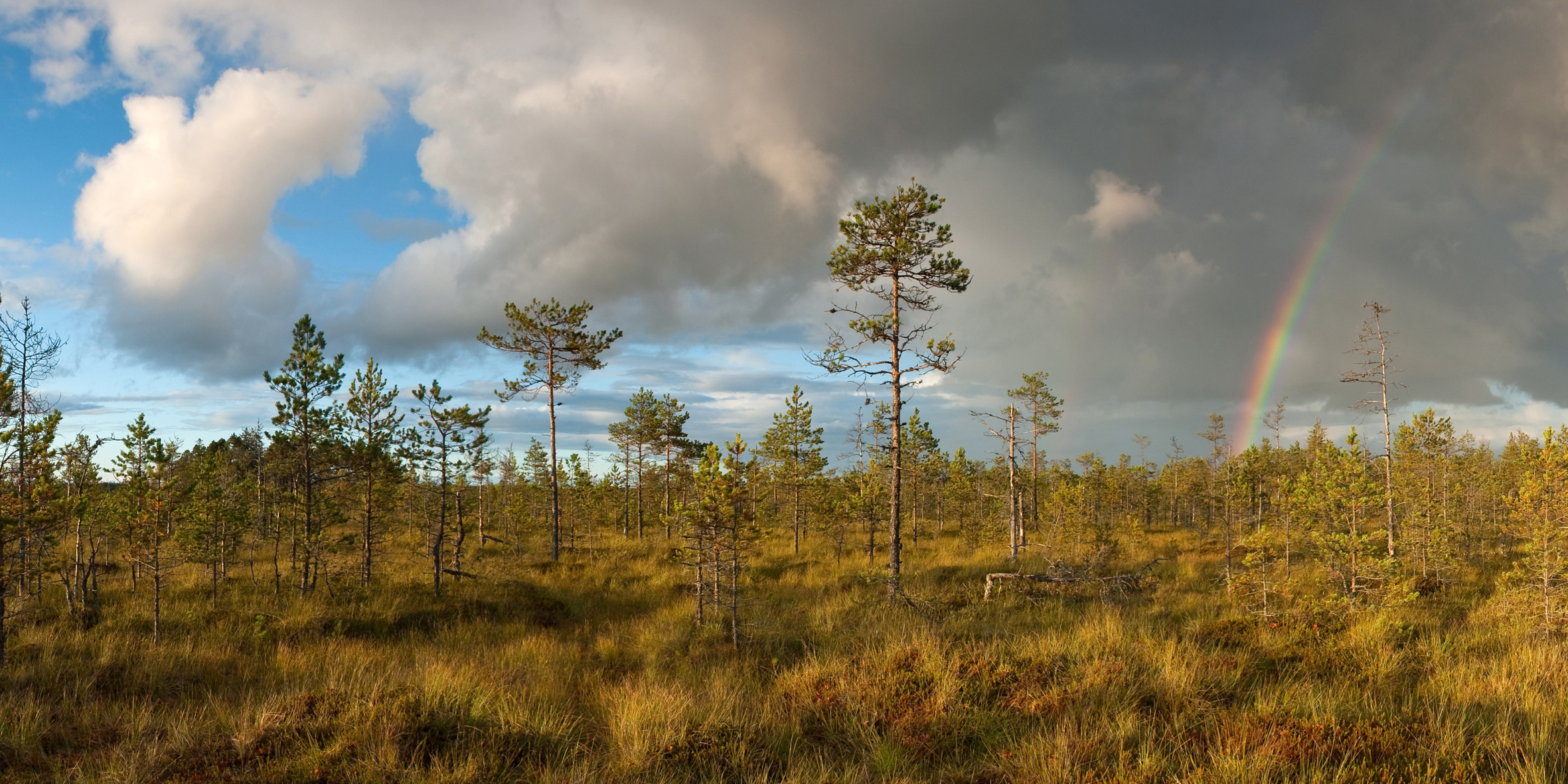
Luhasoo
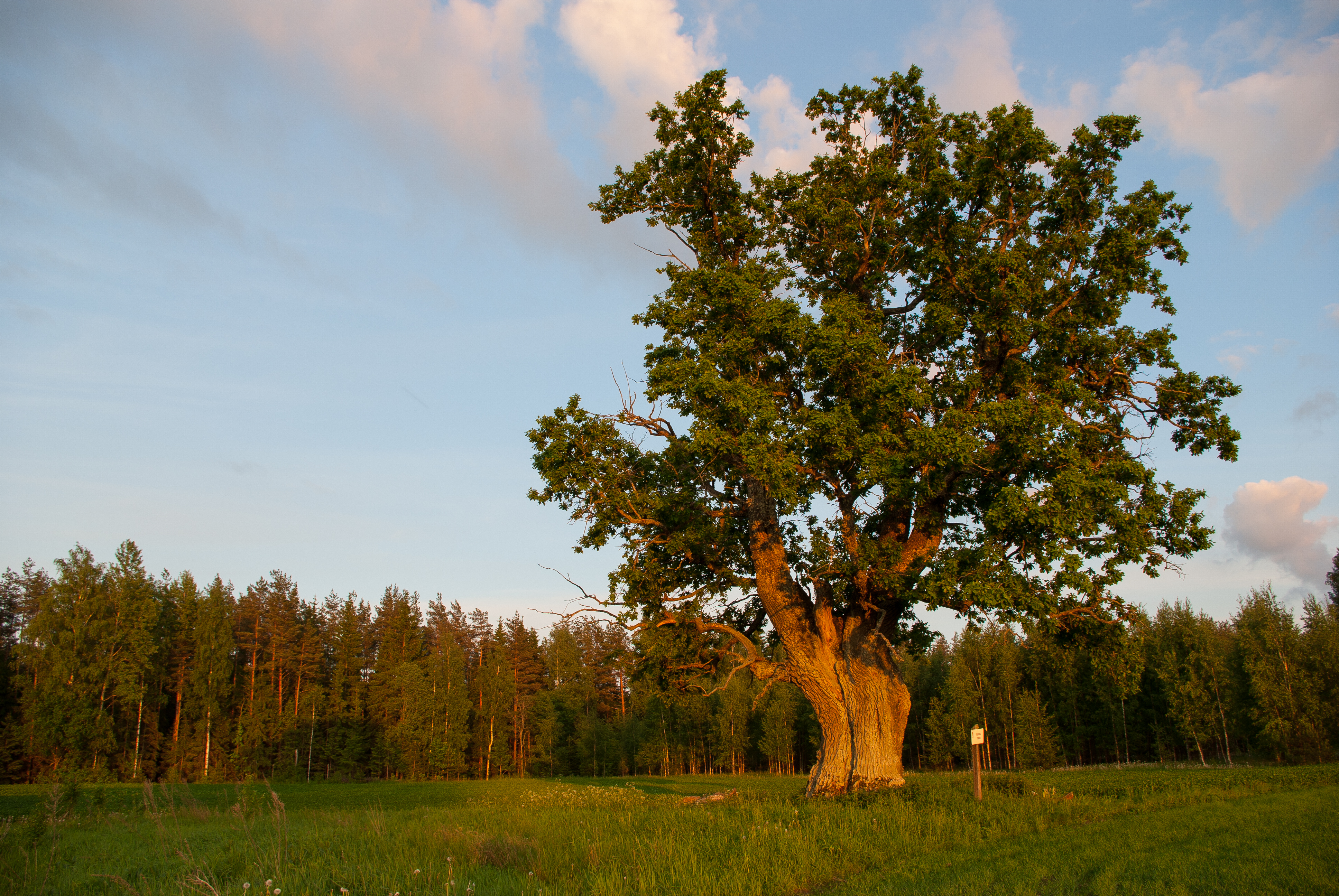
Väiku-Ruuga
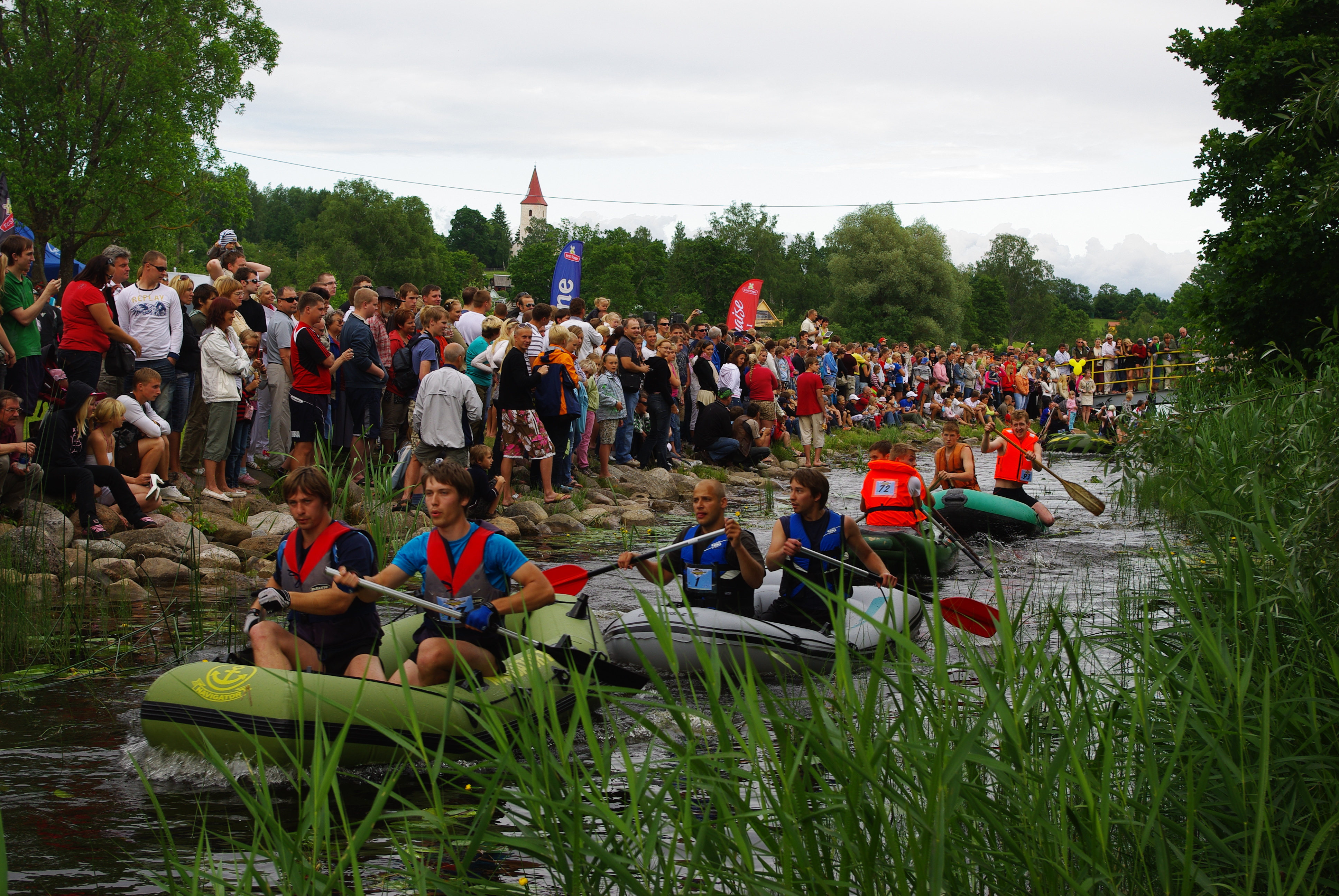
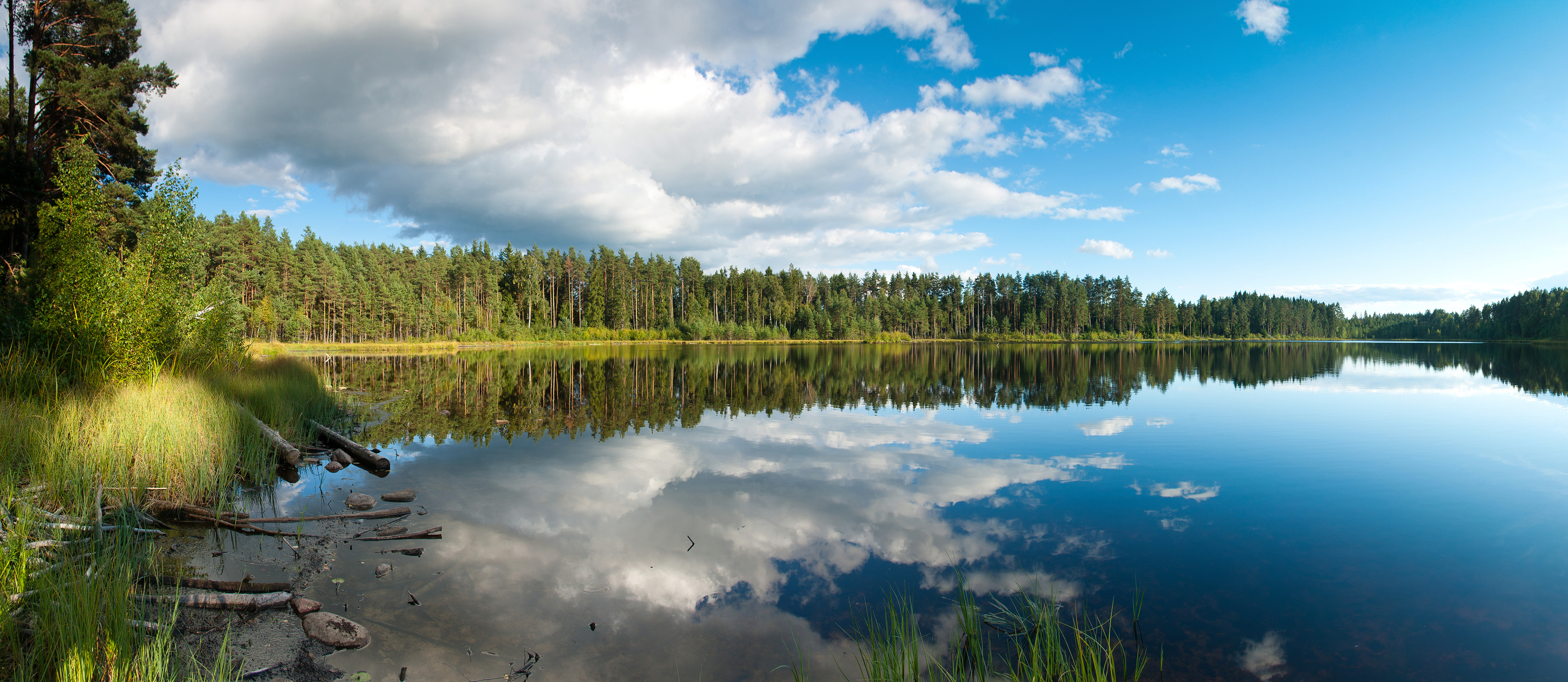
Ahitsa